# 딜문

엘람, 마간, 딜문, 마르하시, 멜루하를 포함한 메소포타미아인들의 외국 영토의 위치.

딜문(아랍어: دلمون, 영어 : Dilmun 또는 Telmoon)은 약 5000년 전 아시리아 문헌에 사르곤 2세와 그 후예들이 정복한 땅으로 언급된 곳이다. 문헌에 따르면, 딜문은 메소포타미아 문명과 인더스 문명 사이의 교역로인 페르시아만에 있었고, 바다와 자분 대수층에서 가까웠다. 오늘날 동부 아라비아 지역이 이에 해당한다. 딜문은 아라비아의 고대어인 동셈어군을 사용하는 정치 공동체로, 오늘날 동부 사우디아라비아 지역을 포함해서 바레인, 쿠웨이트, 카타르 땅에 걸쳐 있었다.
딜문과 메소포타미아 사이에는 큰 규모의 상업과 무역 관계가 성립되어 있었다. 딜문이 수메르 창조 신화의 중심 인물로 등장할 정도였다. 딜문은 엔키와 닌후르사그의 사가에서 살인도, 질병의 고통도 없으며, 사람들이 늙지 않는 파라디지아 상태로 존재한다고 묘사돼다.
딜문은 중요한 무역 중심지였다. 세력이 최고조에 달했을 때, 이 나라는 페르시아만의 무역로를 통제하고 메소포타미아와 인더스 계곡 사이의 무역을 중개해 번성을 누렸다. 수메르인들은 딜문을 신성한 장소로 여겼다고 주장하는 이들도 있으나, 현재까지 알려진 어떤 고대 문헌에도 그런 식의 언급은 존재하지 않는다. 메소포타미아 사람들은 딜문을 무역의 파트너, 구리의 원천 사업가로 언급했다. 딜문 정원의 낙원에 대한 수메르 이야기는 에덴 동산 이야기에 영감을 주었을지도 모른다.

## 같이 보기
- 바레인 국립박물관
- DHL 인터내셔널 에이비에이션 ME
- 딜문 고분군
- 길가메시
- 쿠웨이트의 역사
- 우루크